# Holographis
Holographis es un género de plantas con flores perteneciente a la familia Acanthaceae. El género tiene 17 especies de hierbas descritas y de estas, solo 12 aceptadas. Son nativos de las regiones áridas de México.

## Taxonomía
El género fue descrito por Christian Gottfried Daniel Nees von Esenbeck y publicado en Prodromus Systematis Naturalis Regni Vegetabilis 11: 728. 1847. La especie tipo es: Holographis ehrenbergiana Nees. 

## Especies seleccionadas
- Holographis anisophylla
- Holographis argyrea
- Holographis caput-medusae
- Holographis cuicatlanensis